# الاتحاد الدولي لكرة السلة على الكراسي المتحركة
الاتحاد الدولي لكرة السلة على الكراسي المتحركة (IWBF) هو الهيئة الحاكمة الدولية لرياضة كرة السلة على الكراسي المتحركة. تم الاعتراف بالاتحاد الدولي لكرة السلة من قبل اللجنة البارالمبية الدولية باعتباره السلطة المختصة الوحيدة في كرة السلة على الكراسي المتحركة في جميع أنحاء العالم. اعترف الاتحاد الدولي لكرة السلة (FIBA) بالاتحاد الدولي لكرة السلة على الكراسي المتحركة بموجب المادة 53 من نظامه الأساسي العام.

## تاريخه
كانت ألعاب ستوك مانديفيل للكراسي المتحركة، التي أقيمت في 1947، أول ألعاب أقيمت ولم يشارك فيها سوى عدد قليل من المشاركين (26)، وشملت عدد قليل من المسابقات (رمي الجلة، ورمي الرمح، ورمي العصا، والرماية بالقوس). ونما عدد رياضات الكراسي المتحركة والمشاركين فيها بسرعة. وقُدمت كرة الشبكة للكراسي المتحركة في ألعاب 1948. وفي 1952، جرى دعوة فريق من هولندا للتنافس مع الفريق البريطاني. وأصبحت هذه أول ألعاب دولية لستوك مانديفيل، وهو حدث يُقام سنوياً منذ ذلك الحين. ولعبت كرة السلة للكراسي المتحركة، كما نعرفها اليوم، لأول مرة في ألعاب ستوك مانديفيل الدولية في 1956. وفاز فريق «بان آم جيتس» الأمريكي بالبطولة.
أسس الاتحاد الدولي لألعاب ستوك مانديفيل أول قسم فرعي لكرة السلة للكراسي المتحركة في 1973. وفي ذلك الوقت كان الاتحاد الدولي لألعاب ستوك مانديفيل هو الهيئة الحاكمة العالمية لجميع رياضات الكراسي المتحركة. لاحقاً، وافق الاتحاد الدولي لألعاب ستوك مانديفيل على إطلاق اسم الاتحاد الدولي لكرة السلة على الكراسي المتحركة على قسمه الفرعي السابق في 1989. وبهذه الخطوة بدأت كرة السلة على الكراسي المتحركة رحلتها نحو الاستقلال الكامل وفي 1993 تأسس الاتحاد الدولي لكرة السلة على الكراسي المتحركة كهيئة عالمية لكرة السلة على الكراسي المتحركة مع المسؤولية الكاملة عن تطوير هذه الرياضة. وعلى مدى السنوات الخمس التالية، زاد حجم عضوية الاتحاد وتوسع الاتحاد نفسه في 4 مناطق جغرافية.

## الأعضاء

### المناطق
درس الاتحاد الدولي لكرة السلة على الكراسي المتحركة عدة نماذج قبل إنشاء هيكل المنطقة الحالي. واستناداً إلى عدد المنظمات الوطنية لكرة السلة على الكراسي المتحركة التي لديها برامج نشطة على المستوى الوطني والدولي، فقد تقرر أن يكون الاتحاد الدولي لكرة السلة على الكراسي المتحركة في الأمريكتين والاتحاد الدولي لكرة السلة على الكراسي المتحركة في أوروبا على غرار اتحاد الأمريكتين لكرة السلة والاتحاد الأوروبي لكرة السلة. ومع ذلك، نظراً للعدد المحدود من البلدان التي لديها برامج نشطة في بقية العالم، اختار الاتحاد الدولي لكرة السلة على الكراسي المتحركة الجمع بين بعض المناطق لخلق فرص أفضل للتطوير والتنافس داخل المنطقة. ونتيجة لذلك، فإن المنطقتين الأخيرتين للاتحاد الدولي لكرة السلة على الكراسي المتحركة (2005) ضمتا الاتحاد الدولي لكرة السلة على الكراسي المتحركة في آسيا وأوقيانوسيا والاتحاد الدولي لكرة السلة على الكراسي المتحركة في أفريقيا.
كانت أفريقيا وغرب آسيا في منطقة واحدة وشرق آسيا مع أوقيانوسيا في منطقة واحدة قبل 2007 أو 2005.
الأعضاء في مايو 2022:
- الاتحاد الدولي لكرة السلة على الكراسي المتحركة - بطولة أمريكا لكرة السلة على الكراسي المتحركة - 20 عضواً
- الاتحاد الدولي لكرة السلة على الكراسي المتحركة في أوروبا - بطولة أوروبا لكرة السلة على الكراسي المتحركة - 35 عضواً
- الاتحاد الدولي لكرة السلة على الكراسي المتحركة في آسيا وأوقيانوسيا - بطولة آسيا وأوقيانوسيا لكرة السلة على الكراسي المتحركة - 26 عضواً
- الاتحاد الدولي لكرة السلة على الكراسي المتحركة في أفريقيا - بطولة أفريقيا لكرة السلة على الكراسي المتحركة - 17 عضواً

## الأعضاء الوطنيون
ضم الاتحاد الدولي لكرة السلة على الكراسي المتحركة 76 من المنظمات الوطنية لكرة السلة على الكراسي المتحركة اعتباراً من 2003، تشارك بنشاط في كرة السلة على الكراسي المتحركة في جميع أنحاء العالم، ويتزايد هذا العدد كل عام. اعتباراً من 2021، ضم الاتحاد 95 عضواً يشاركون بنشاط في كرة السلة على الكراسي المتحركة في جميع أنحاء العالم، مع تزايد هذا العدد كل عام. ووصل إلى 98 في مايو 2022.
- الاتحاد الدولي لكرة السلة على الكراسي المتحركة في آسيا وأوقيانوسيا 26
- الاتحاد الدولي لكرة السلة على الكراسي المتحركة في أفريقيا 17
- الاتحاد الدولي لكرة السلة على الكراسي المتحركة في أمريكا 20
- الاتحاد الدولي لكرة السلة على الكراسي المتحركة في أوروبا 35

### آسيا وأوقيانوسيا
1. أفغانستان
2. أستراليا
3. البحرين
4. كمبوديا
5. الصين
6. تايبيه الصينية
7. هونغ كونغ
8. إندونيسيا
9. الهند
10. إيران
11. العراق
12. اليابان
13. الأردن
14. كوريا
15. الكويت
16. لبنان
17. ماليزيا
18. نيبال
19. نيوزيلندا
20. عمان
21. فلسطين
22. الفلبين
23. المملكة العربية السعودية
24. سنغافورة
25. تايلاند
26. الإمارات العربية المتحدة

### أفريقيا
1. الجزائر
2. أنجولا
3. بوركينا فاسو
4. جمهورية أفريقيا الوسطى
5. مصر
6. أثيوبيا
7. غامبيا
8. كينيا
9. ليبيريا
10. المغرب
11. ناميبيا
12. نيجيريا
13. رواندا
14. جنوب أفريقيا
15. رواندا
16. تنزانيا
17. أوغندا

### أمريكا
1. الأرجنتين
2. بوليفيا
3. البرازيل
4. كندا
5. الفلفل الحار
6. كولومبيا
7. كوستاريكا
8. جمهورية الدومينيكان
9. الإكوادور
10. السلفادور
11. غواتيمالا
12. هندوراس
13. المكسيك
14. نيكاراغوا
15. بنما
16. بيرو
17. بورتوريكو
18. اوروغواي
19. الولايات المتحدة الأمريكية
20. فنزويلا

### أوروبا
1. أرمينيا
2. النمسا
3. بلجيكا
4. البوسنة والهرسك
5. بلغاريا
6. كرواتيا
7. قبرص
8. جمهورية التشيك
9. الدنمارك
10. فنلندا
11. فرنسا
12. ألمانيا
13. بريطانيا العظمى
14. اليونان
15. المجر
16. أيرلندا
17. إسرائيل
18. إيطاليا
19. لاتفيا
20. ليتوانيا
21. مالطا
22. هولندا
23. النرويج
24. بولندا
25. البرتغال
26. رومانيا
27. روسيا
28. صربيا
29. جمهورية سلوفاكيا
30. سلوفينيا
31. إسبانيا
32. السويد
33. سويسرا
34. تركيا
35. أوكرانيا

## المجلس التنفيذي

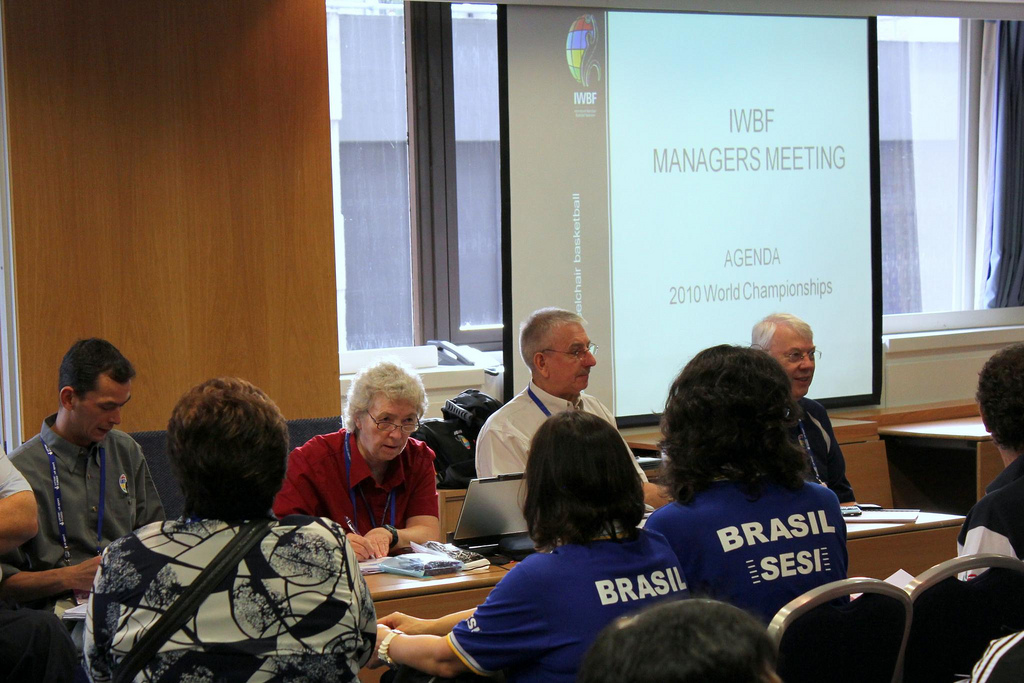
مورين أورتشارد رئيس الاتحاد الدولي لكرة السلة على الكراسي المتحركة أثناء ترأسها اجتماع مديري الفريق، 2010

يخضع الاتحاد الدولي لكرة السلة على الكراسي المتحركة لإدارة مجلس تنفيذي يُنتخب كل أربع سنوات خلال المؤتمر العالمي. وقد انتُخب فيليب كرافن (بريطانيا العظمى)، الذي شغل منصب رئيس قسم كرة السلة على الكراسي المتحركة في ألعاب ستوك مانديفيل الدولية منذ 1988، كأول رئيس للاتحاد الدولي لكرة السلة على الكراسي المتحركة في 1993.
وانتُخب بريندان هانكوك لمنصب رئيس اللجنة البارالمبية الدولية في 2001، وتقاعد كرئيس للاتحاد الدولي لكرة السلة على الكراسي المتحركة في المؤتمر العالمي في 2002. وانتُخبت مورين أورتشارد (كندا) كثاني رئيس للاتحاد الدولي لكرة السلة على الكراسي المتحركة في نفس المؤتمر العالمي في كيتاكيوشو باليابان في 2002.

## التصنيف
يحصل كل لاعب على نقطة فيما يتعلق بقدرته البدنية تسمى الفئة، من 1.0 وهي أدنى فئة ذات أقصى إعاقة بدنية إلى 4.5 وهي أعلى فئة ذات أدنى إعاقة بدنية وذلك من أجل إقامة مسابقات عادلة.
يسمى الشخص الذي يقوم بالتصنيف «المصنف». يتمتع المصنفون بشارة برونزية وفضية وذهبية وفقاً لمعرفتهم وخبرتهم. طرأت تغييرات على قواعد التصنيف مؤخراً وأصبحت تحتوي على 3 مستويات فقط، وهما المصنف الوطني، ومصنف المنطقة، والمصنف الدولي.
دون بيريمان (أستراليا) هو الرئيس الحالي للجنة التصنيف
كينيث ماكاي (بريطانيا العظمى)
المصنف الذهبي
غلام حسين شهربادي (إيران)
المصنف الذهبي
توفيق علوش (لبنان)

## المنظمات الوطنية لكرة السلة على الكراسي المتحركة حول العالم
تطورت المنظمات الوطنية لكرة السلة على الكراسي المتحركة بطرق متنوعة. بدأت معظمها بنفس الطريقة التي بدأ بها الاتحاد الدولي لكرة السلة على الكراسي المتحركة، كجزء فرعي من منظمة رياضية وطنية للكراسي المتحركة. ومع نضج الاتحاد الدولي لكرة السلة على الكراسي المتحركة، نضجت بالمثل العديد من المنظمات الأعضاء فيه، وحالياً هناك العديد من النماذج التي يتبناها الاتحاد الدولي لكرة السلة على الكراسي المتحركة ضمن عضويته. حيث تعد منظمات كرة السلة على الكراسي المتحركة في المكسيك جزءاً من اللجنة البارالمبية الوطنية. بينما أستراليا جزء من جمعية الرياضيين الأستراليين على الكراسي المتحركة المحدودة والبعض الآخر تحت مظلة اتحاد وطني لذوي الإعاقة مثل البحرين التي تعد جزءاً من الإتحاد البحريني لرياضة ذوي الإعاقة. وفي هولندا، دُمجت كرة السلة على الكراسي المتحركة بالكامل في رابطة كرة السلة الهولندية وفي كندا، تتمتع الرابطة الكندية لكرة السلة على الكراسي المتحركة باستقلالية كاملة. وفي جميع الحالات التي يكون فيها العضو جزءاً من اتحاد أكبر، لا يعترف الاتحاد الدولي لكرة السلة سوى بالجزء المسؤول عن كرة السلة على الكراسي المتحركة في ذلك الاتحاد.

## المنظمات الأعضاء
- الرابطة الكندية لكرة السلة على الكراسي المتحركة
- الولايات المتحدة - الرابطة الوطنية لكرة السلة على الكراسي المتحركة
- جمعية الرياضيين الأستراليين على الكراسي المتحركة المحدودة
- المكسيك - اللجنة البارالمبية الوطنية
- الإتحاد البحريني لرياضة ذوي الإعاقة
- هولندا - رابطة كرة السلة الهولندية
- منتخب ماليزيا الوطني للرجال لكرة السلة على الكراسي المتحركة
- اتحاد جمهورية إيران الإسلامية لرياضة ذوي الإعاقة

## الأحداث
- كرة السلة على الكراسي المتحركة في الألعاب البارالمبية الصيفية
- بطولة العالم لكرة السلة على الكراسي المتحركة
- بطولة العالم لكرة السلة على الكراسي المتحركة تحت 23 سنة للاتحاد الدولي لكرة السلة على الكراسي المتحركة
- بطولة أفريقيا لكرة السلة على الكراسي المتحركة
- بطولة أوروبا لكرة السلة على الكراسي المتحركة
- بطولة أوروبا لكرة السلة على الكراسي المتحركة
- كأس أبطال الاتحاد الدولي لكرة السلة على الكراسي المتحركة
- كأس أندريه فيرجاوين
- كأس ويلي برينكمان
- كأس التحدي للاتحاد الدولي لكرة السلة على الكراسي المتحركة
- كأس أبطال كيتاكيوشو
- كرة السلة على الكراسي المتحركة في الألعاب البارالمبية الآسيوية
- كرة السلة على الكراسي المتحركة في بطولة أوروبا البارالمبية 2023
- كرة السلة على الكراسي المتحركة في الألعاب البارالمبية الآسيوية 2015
- كرة السلة على الكراسي المتحركة في الألعاب البارالمبية الآسيوية 2017
- كرة السلة على الكراسي المتحركة في الألعاب البارالمبية الآسيوية 2022
- كرة السلة على الكراسي المتحركة في الألعاب البارالمبية الآسيوية 2023